# Abwärtskausalität
| Soziale Gruppen   |  |  |  |  |  |
|                   |  |  |  |  |  |
| Lebewesen         |  |  |  |  |  |
|                   |  |  |  |  |  |
| Zellen            |  |  |  |  |  |
|                   |  |  |  |  |  |
| Moleküle          |  |  |  |  |  |
|                   |  |  |  |  |  |
| Atome             |  |  |  |  |  |
|                   |  |  |  |  |  |
| Elementarteilchen |  |  |  |  |  |

Abwärtskausalität (englisch downward causation) ist eine kausale Wirkung, die von einem System auf seine Elemente ausgeübt wird.
Ein einfaches Beispiel ist der Unterschied zwischen einem geöffneten und einem geschlossenen Schnellkochtopf: Nur im geschlossenen Schnellkochtopf kann sich Druck bilden; somit übt der Zustand der Gesamtstruktur eine Wirkung aus, die auf das Verhalten der Einzelteile einen Einfluss hat. Die Idee der Abwärtskausalität geht auf Donald T. Campbell zurück. Ihr steht einerseits die materialistisch-reduktionistische Sichtweise entgegen, dass kausale Wirkungen immer nur von den unteren auf die oberen Strukturebenen übertragen werden und koordiniertes emergentes Verhalten auf den oberen Ebenen nur ein Epiphänomen der Strukturbeziehungen ist, andererseits der holistische Standpunkt, dass einzig die Strukturbeziehungen die Gesamtstruktur bestimmen und dass sich das Verhalten der Einzelteile vollständig aus diesen Strukturbeziehungen ergibt. Das Ganze ist demnach zu einem gewissen Grad durch seine Teile bestimmt (Aufwärtskausalität), aber gleichzeitig sind die Teile zu einem gewissen Grad durch das Ganze bestimmt (Abwärtskausalität).